# Alexij (Pavlovič Orlov)
Alexij (světským jménem: Vladimir Pavlovič Orlov; * 23. dubna 1974, Nižnij Tagil) je ruský duchovní Ruské pravoslavné církve a metropolita čeljabinský a miasský.

## Život
Narodil se 23. dubna 1974 v Nižním Tagilu.
Roku 1991 dokončil ve svém rodném městě střední školu č. 32. Poté nastoupil na Moskevský duchovní seminář. Dne 25. prosince 1994 byl v Pokrovském chrámu semináře určen arcibiskupem dmitrovským Filaretem (Karagodinem) za čtece. Dne 9. září 1995 byl ve Věrchoturském Nikolajevském monastýru postřižen igumenem Tichonem (Zatěkinymem) na monacha se jménem Alexij na počest svatého Alexijem Kyjevského.
Dne 11. září 1995 byl biskupem jekatěrinburským a věrchoturským Nikonem (Mironovem) rukopoložen na hierodiakona a o dva dny později na jeromonacha. Po vysvěcení byl ustanoven představeným chrámu svatých apoštolům rovných Cyrila a Metoděje v Jekatěrinburgu. Ve stejné době se stal přednášejícím a inspektorem Jekatěrinburského duchovního učiliště.
V letech 1996–1998 byl zástupcem jekatěrinburské eparchie Sverdlovské pobočky Dětského fondu Ruské federace. V letech 1996–1999 působil v Požárním-technickém učilišti Ministerstva vnitra v Jekatěrinburgu.
V letech 1998–2000 byl členem eparchiální rady jekatěrinburské eparchie.
Dne 22. července 1998 byl ustanoven představeným Kazaňského monastýru v Nižním Tagilu a 28. prosince byl Svatým synodem potvrzen v této funkci.
V letech 1998–2012 byl také odpovědný za duchovní péči o nápravné zařízení a také zařízení Ministerstva pro mimořádné situace v Nižním Tagilu. V letech 2010–2012 působil také ve vězeňských zařízeních Federální vězeňské služby pro Sverdlovskou oblast v Gornozavodském okruhu.
Od roku 2001 byl duchovním misijních a katechetických kurzů zřízených při Kazaňském monastýru a od roku 2005 Společnosti pravoslavných lékařů svatého Lukáše Vojno-Jaseněckého.
V letech 2003–2006 studoval na Petrohradské duchovní akademii.
Dne 20. července 2006 byl arcibiskupem jekatěrinburským a věrchoturským Vikentijem (Morarem) povýšen na igumena.
Dne 5. září 2011 byl arcibiskupem Vikentijem jmenován členem eparchiální rady a vedoucím misijního oddělení nové zřízené nižnětagilské eparchie. Dne 15. září 2011 byl jmenován blagočinným monastýrů této eparchie. Od roku 2012 působil jako sekretář eparchiální rady a od roku 2014 jako sekretář eparchie. Roku 2016 dokončil další studium na Petrohradské duchovní akademii.
Dne 7. března 2018 byl Svatým synodem zvolen biskupem serovským a kranoturjinským. Dne 15. března byl v chrámu Všech svatých na krvi v Jekatěrinburgu povýšen na archimandritu. Dne 31. března byl v chrámu Krista Spasitele v Moskvě oficiálně jmenován biskupem a následující den proběhla ve stejném chrámu jeho biskupská chirotonie. Světiteli byli patriarcha moskevský Kirill, metropolita taškentský a uzbekistánský Vikentij (Morar), metropolita jekatěrinburský a věrchoturský Kirill (Nakoněčnyj), arcibiskup solněčnogorský Sergij (Čašin), biskup voskresenský Savva (Michejev), biskup nižnětagilský a něvjanský Innokentij (Jakovlev), biskup kamenský a alapajevský Mefodij (Kondratěv), biskup domodědovský Ioann (Ruděnko) a biskup sredněuralský Jevgenij (Kulberg).
Dne 30. srpna 2019 byl Svatým synodem osvobozen od funkce představeného Kazaňského monastýru.
Dne 25. srpna 2020 byl jmenován biskupem nižnětagilským a něvjanským.
Dne 15. dubna 2021 byl Svatým synodem ustanoven metropolitou čeljabinským a miasským a dočasným správcem troické eparchie.
Dne 20. dubna 2021 byl v chrámu Všech svatých monastýru Danilov patriarchou moskevským Kirillem povýšen na metropolitu.